# 共形場論
共形場論 (conformal field theory, CFT) ，是在共形变换下不变的量子场论。在二维情况下，有一个局部共形变换的无限维代数，共形场论有时可以精确求解或分类。
共形场论在凝聚态物理学、统计力学、量子统计力学以及弦论中有重要应用。统计系统在热力学临界点、凝聚态系统在量子临界点通常是共形不变的（临界现象）。

## 標度不變性與共形不變性
尽管标度不变的量子场论有可能不是共形不变的，但这样的例子极少。因此，在量子场论中这两个术语常常当作同义词。事实上标度对称群比共形对称群小。
在一些特殊情况下，由标度不变性可以推出共形不变性，例如二维的幺正紧致共形场论。

## 维数的讨论

### 二维
二维共形场论有两种：欧几里得型和洛伦兹型。前者用于统计力学，而后者用于量子场论。可以通过威克转动把二者联系起来。
二维共形场论在无限维对称群下不变。例如，考虑黎曼球面上的共形场论。其共形群为莫比乌斯变换，同构于有限维的PSL(2,C)。但是，无穷小共形变换组成了一个无限维代数，称为Witt代数，这无限个共形变换在{\displaystyle \mathbb {C} }上没有整体的逆。生成元用整数n来标记
{\displaystyle L_{n}={\frac {1}{2\pi i}}\oint _{z=0}{T_{zz}z^{n+1}dz}}
其中{\displaystyle T_{zz}}是该理论的能量动量张量的无迹部分的全纯部分。例如，对自由标量场
{\displaystyle T_{zz}={\frac {1}{2}}(\partial _{z}\phi )^{2}}
大多数共形場論量子化後會出現共形反常，又稱魏尔（Weyl）反常。这导致非平凡中心荷的出现，Witt代数扩展成维拉宿代数。
这个对称性使我们能够对二维共形场论进行更加细致的分类，这在更高维中是做不到的。尤其是，可以把一个理论中的primary operator的谱与中心荷的值c对应起来。

物理态组成的希尔伯特空间是与一个中心荷的值相对应的维拉宿代数的幺正模。稳定性要求哈密顿算子的能谱非负。令人感兴趣的模是维拉宿代数的最高权重模。

一手徵場是一全純場W(z)，且在維拉宿代數作用下之變換為
{\displaystyle L_{n}W(z)=-z^{n+1}{\frac {\partial }{\partial z}}W(z)-(n+1)\Delta z^{n}W(z)},
{\displaystyle {\bar {L}}_{n}W(z)=0.\,}
类似地，稍作修改就得到反手征场。{\displaystyle \Delta }称为手征场W的共形权重。
此外，亚历山大·泽莫洛德奇科夫（Alexander Zamolodchikov）曾證明存在一函數 C，在二维量子场论的重整化群流作用下單調递减，且等於一个2維共形場論的中心荷。此定理称为泽莫罗德奇科夫C定理，告诉我们二维的重整化群流是不可逆的。
很多时候，我们不仅对算子感兴趣，也对真空态感兴趣。除非c=0，否则不存在状态能够保持全部无穷维对称性。我们能想到的最好的情况是在{\displaystyle L_{-1},L_{0},L_{1},L_{i}(i>1)}下不变。这包含了莫比乌斯子群。共形群的其余部分是自发破缺的。
二维共形场论在统计力学中发挥了重要作用，能够描述许多格点模型的临界点。

### 二维以上
维数d>2时，共形群局部同构于{\displaystyle {\mathcal {SO}}(d+1,1)}或{\displaystyle {\mathcal {SO}}(d,2)}。
更高维的共形场论在AdS/CFT对偶中非常重要，即反德西特空间（AdS）中的引力理论等价于AdS边界上的共形场论。著名的例子有d=4，N=4超对称杨-米尔斯理论，与AdS5 × S5上的IIB型弦理论对偶；d=3,N=6超陈-西蒙斯理论，与AdS4 × S7上的M理论对偶。（“超”代表超对称，d是边界的时空维数）

## 共形对称性
共形对称性是在标度变化以及具有以下关系的特殊共形变换下的对称性
{\displaystyle [P_{\mu },P_{\nu }]=0,}
{\displaystyle [D,K_{\mu }]=-K_{\mu },}
{\displaystyle [D,P_{\mu }]=P_{\mu },}
{\displaystyle [K_{\mu },K_{\nu }]=0,}
{\displaystyle [K_{\mu },P_{\nu }]=\eta _{\mu \nu }D-iM_{\mu \nu }}
其中{\displaystyle P}是平移生成元，{\displaystyle D}是标度变换生成元。

## 參閱
- 对数共形场论
- AdS/CFT对偶
- 算子積展開
- 頂點算子代數
- WZW模型
- 臨界點
- 超共形代数
- 共形代数
- 共形反常
- O(N)模型

## 延伸閱讀
- Martin Schottenloher.  [共形场论的数学导引] 2. Berlin; Heidelberg: Springer-Verlag. 2008 [1997]. ISBN 978-3-540-68625-5 （英语）..
- Paul Ginsparg.  [应用共形场论]. arXiv:hep-th/9108028  （英语）..
- P. Di Francesco; P. Mathieu; D. Sénéchal.  [共形场论]. New York: Springer-Verlag. 1997. ISBN 0-387-94785-X （英语）..